# Miastków Kościelny (gromada)
Miastków Kościelny – dawna gromada, czyli najmniejsza jednostka podziału terytorialnego Polskiej Rzeczypospolitej Ludowej w latach 1954–1972.
Gromady, z gromadzkimi radami narodowymi (GRN) jako organami władzy najniższego stopnia na wsi, funkcjonowały od reformy reorganizującej administrację wiejską przeprowadzonej jesienią 1954 do momentu ich zniesienia z dniem 1 stycznia 1973, tym samym wypierając organizację gminną w latach 1954–1972.
Gromadę Miastków Kościelny z siedzibą GRN w Miastkowie Kościelnym utworzono – jako jedną z 8759 gromad na obszarze Polski – w powiecie garwolińskim w woj. warszawskim, na mocy uchwały nr VI/10/2/54 WRN w Warszawie z dnia 5 października 1954. W skład jednostki weszły obszary dotychczasowych gromad Brzegi, Glinki, Kruszówka, Miastków Kościelny, Ryczyska, Zabruzdy i Zgórze oraz kolonia Zabruzdy z dotychczasowej gromady Kujawy ze zniesionej gminy Miastków w tymże powiecie. Dla gromady ustalono 27 członków gromadzkiej rady narodowej.
1 stycznia 1959 do gromady Miastków Kościelny przyłączono wieś Kujawy z gromady Gościewicz w tymże powiecie.
31 grudnia 1959 do gromady Miastków Kościelny przyłączono obszary zniesionych gromad Zwola i Oziemkówka (bez wsi Kamionka), a także wieś Wola Miastkowska ze znoszonej gromady Gościewicz w tymże powiecie.
Gromada przetrwała do końca 1972 roku, czyli do kolejnej reformy gminnej. 1 stycznia 1973 w powiecie garwolińskim reaktywowano gminę Miastków Kościelny (do 1954 o nazwie gmina Miastków).